# E. Kurt Fischer
Eugen Kurt Fischer (* 6. Januar 1892 in Stuttgart; † 15. November 1964 ebenda) war ein deutscher Journalist, Rundfunkredakteur, Übersetzer und Medienwissenschaftler.

## Leben
E. Kurt Fischer arbeitete zunächst als Redakteur und Feuilletonchef in Chemnitz und Königsberg, bevor er 1929 zum Hörfunk wechselte. Als literarischer Leiter der MIRAG zählt er zu den Pionieren des deutschen Rundfunks. Außerdem war Fischer als Dramaturg, Kritiker, Hochschullehrer und Hörspielautor tätig. Bekannt ist er heute vor allem durch seine Schriften zur Theorie und Geschichte des Hörspiels.
Zum Übersetzen hat sich Fischer folgendermaßen geäußert:

„Man soll wenigstens ab und zu den französischen Sprachgeist durch das deutsche Wortgewand hindurchspüren und dennoch das Gefühl haben, ein deutsches Buch zu lesen, das einem französischen mit aller Ehrfurcht vor dem Form-Kunstwerk des Originals nacherzählt ist. So entfernt sich die Übertragung nur dort vom ursprünglichen Wortlaut und Satzbau, wo es für beides im Deutschen eine sinngemäße Entsprechung gibt. Das gilt auch für die Bildersprache, für die Eigentümlichkeiten des Zeitstils und für solche des Persönlichkeitsstils.“

## Schriften (als Eugen Kurt Fischer)
- Dramaturgie des Rundfunks. (Reihe: Studien zum Weltrundfunk und Fernsehrundfunk, 4), 1942
- Das Hörspiel. Form und Funktion. (= Kröners Taschenausgabe, 337) Stuttgart 1964 DNB 451278119 (Online-Version)

Übersetzungen
- William Makepeace Thackeray: Die verhängnisvollen Stiefel. Illustr. Ernst Hermann Holthoff. Thomas, Kempen 1948
- Alphonse Daudet: Tartarin von Tarascon. Illustr. Werner Labbé. Thomas, Kempen 1948